# Depresión del Weser

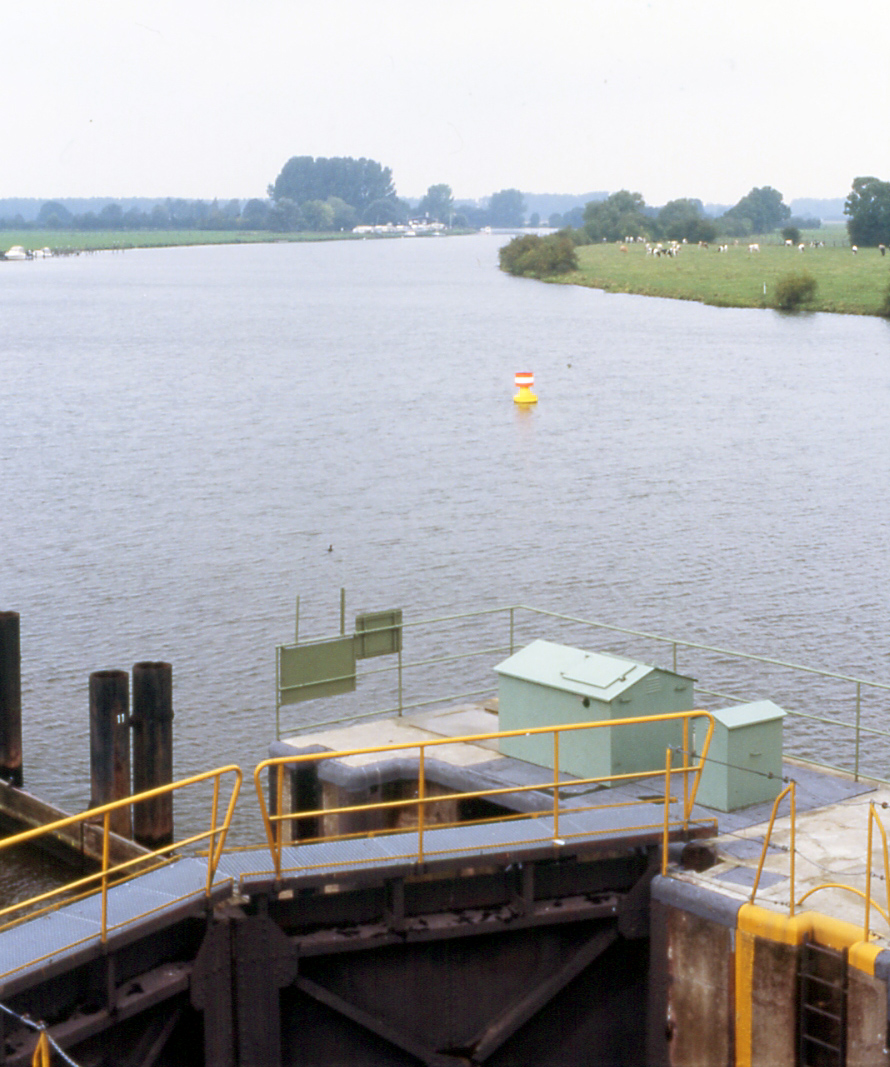
El Weser medio cerca de Drakenburg

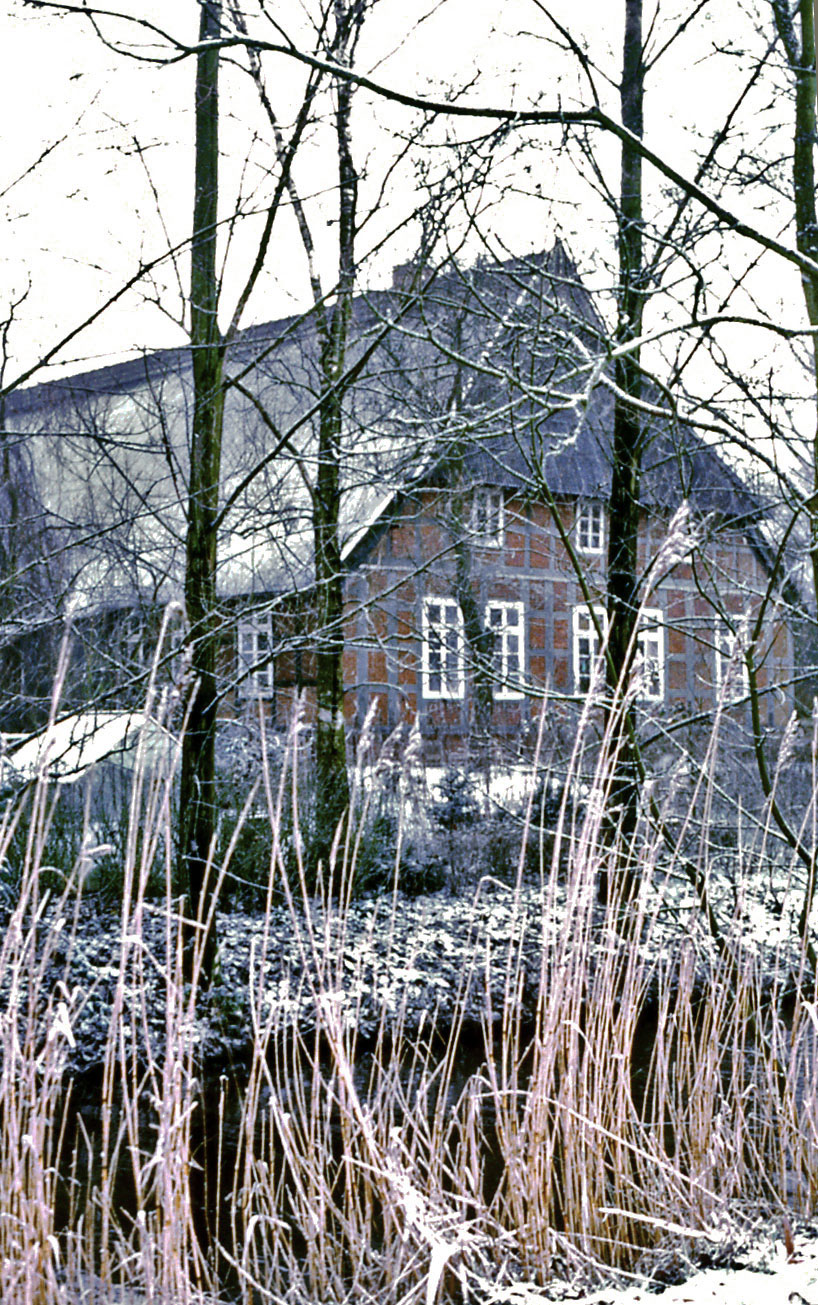
Invierno en Stedingen

La depresión del Weser ( en alemán: Weserniederung ) o tierras bajas del Weser es la región al norte de Porta Westfalica en Alemania, donde el río Weser ya no fluye a través de un valle, sino una amplia llanura que consta de prados y terrazas fluviales.
La llanura de la depresión está interrumpida por crestas de geest en algunos lugares. Desde Langwedel, hasta el río Lesum, está separada de la Depresión del Wümme por una estrecha cresta de dunas, en la que se encuentran la ciudad de Achim y los barrios más antiguos de la ciudad de Bremen. En muchos lugares, como al sur de la desembocadura del río Aller o en Bremen-Huchting, la Depresión del Weser pasa a ser una ciénaga y una marisma sin ningún límite claro. La parte sur de la Depresión del Weser pertenece al estado de Renania del Norte-Westfalia, con sus ciudades de Minden y Petershagen. El municipio de Petershagen incluye el asentamiento del Weser más septentrional de Westfalia, Schlüsselburg. Al norte, el Weser pasa por la ciudad de Baja Sajonia de Stolzenau.
Por debajo de Hoya, el Weser alcanza el valle glaciar Breslau-Magdeburg-Bremen, que se aproxima desde el sureste. Cuando el Weser se dirige hacia el noroeste, el borde del Wildeshausen Geest se aleja hacia el oeste y la depresión del Weser se ensancha hasta alcanzar una anchura de unos 20 kilómetros. Aquí también hay paisajes de zonas húmedas. Desde Achim hasta Bremen-Blumenthal, la anchura de la depresión se reduce de nuevo a unos 10 kilómetros. En los tramos más anchos de la depresión, el suelo no se compone sólo de sedimentos fluviales o de turberas, sino que también es arenoso en algunos lugares. Estas zonas de arena al nivel de la depresión también se conocen como "foregeest" (Vorgeest), pero están separadas por una franja pantanosa del borde ascendente del propio geest. Los más grandes son el brezal de Schwarme (Schwarmer Heide) y el campo de Thedinghausen (Thedinghauser Vorgeest). Aguas abajo de Bremen, las marismas de Stedingen se acercan al Weser. El río está separado del borde noroeste del geest por una amplia franja de páramo, hoy en día muy cultivada.
El borde oriental de la Depresión del Weser se encuentra más cerca del río desde la confluencia del Aller (cerca de Verden ) hasta Bremen-Rönnebeck. En Bremen, las dunas de Bremen, al sur de Lesum, separan la depresión del Weser de la depresión de Wümme. Al norte del Lesum, el Osterholz Geest, cerca de Bremen- Vegesack, forma una ribera empinada.
En el norte, la depresión del Weser da paso a las marismas costeras. Al noroeste de su confluencia con el Hunte, no hay eminencias naturales entre el Weser y la Bahía de Jade. La altura de esta península, que comprende Stadland y Butjadingen, oscila entre 0,8 metros bajo el nivel del mar (NN) y 1,2 metros por encima de él (en un lugar del "cuello" de la Bahía de Jade alcanza los 2 metros). La primera cresta de geest no aparece hasta el lado más alejado de la Bahía de Jade, el Friesische Wehde. En el lado oriental del Bajo Weser, el borde del geest de Osterholz se desprende al norte de Bremen-Blumenthal hasta una distancia de seis a diez kilómetros del río. La zona pantanosa se llama Osterstade.

## Regiones administrativas
Políticamente, la depresión del Weser se divide entre las siguientes unidades administrativas que pertenecen al estado de Baja Sajonia, además de las del distrito de Minden-Lübbecke y la ciudad de Bremen:
- Distrito de Minden-Lübbecke ( Renania del Norte-Westfalia )
- Distrito de Nienburg
- Distrito de Verden
- Distrito de Diepholz
- la ciudad de Delmenhorst
- Ciudad libre hanseática de Bremen
- Distrito de Wesermarsch